# 沃尔纳特格罗夫 (阿拉巴马州)
沃尔纳特格罗夫（英語：Walnut Grove），是美国阿拉巴马州下属的一座城市。面积约为5.03平方英里（约合13.01平方公里）。根据2010年美国人口普查，该市有人口698人，人口密度为138.91/平方英里（约合53.65/平方公里）。